# Robert Graham (Physiker)
Robert Graham (* 11. Februar 1942 in Berlin) ist ein deutscher theoretischer Physiker.
Graham besuchte das Karls-Gymnasium in Stuttgart und studierte an der Universität Stuttgart, wo er bei Hermann Haken 1967 sein Physik-Diplom machte (Quantenfluktuationen des optischen parametrischen Oszillators) und 1969 promovierte (Lichtausbreitung in laseraktiven fluktuierenden Medien). Dabei wandte er die von Haken als Synergetik propagierte Theorie kooperativer Systeme in der Quantenoptik an. Als Post-Doc war er Gastwissenschaftler an der New York University und nach der Habilitation 1971 wissenschaftlicher Rat und Professor an der Universität Stuttgart. Ab 1975 war er Professor an der Universität Duisburg-Essen, wo er heute (2009) Professor Emeritus ist. Er war dort auch Dekan und Prorektor für Forschung.
Er beschäftigte sich mit verschiedensten Gebieten der quantentheoretischen statistischen Mechanik, neben Lasertheorie auch in den 1990ern mit der Theorie der Bose-Einstein-Kondensate. 2009 erhielt er die Max-Planck-Medaille, die höchste Auszeichnung der DPG in theoretischer Physik für seine Beiträge auf den Gebieten der Quantenoptik, der Statistischen Mechanik offener stationärer Systeme außerhalb des thermodynamischen Gleichgewichts, der Quantenflüssigkeiten und Quantengase sowie des Quantenchaos (so die Laudatio der Max-Planck-Medaille 2009) und zu Quantenaspekten der Kosmologie und Gravitation.
Er ist Ehrendoktor der Loránd-Eötvös-Universität in Budapest.

## Schriften
- Von der Laserschwelle zum Quantenphasenübergang - Photonen und Atome als Quantengase im Fließgleichgewicht. In: Physik Journal. 2009, Nr. 8/9 (Preisträgerrede zur Max-Planck-Medaille)
- Statistical theory of instabilities in stationary nonequilibrium systems with applications to lasers and nonlinear optics (= Springer Tracts in Modern Physics, Band 66). 1973 (Habilitation 1971)
- Macroscopic potentials, bifurcations and noise in dissipative systems. In: F. Moss und P.V.E. McClintock (Herausgeber): Noise in nonlinear dynamical systems. Band 1, Cambridge University Press 1989, Seiten 225–278